# Mágneses elhajlás

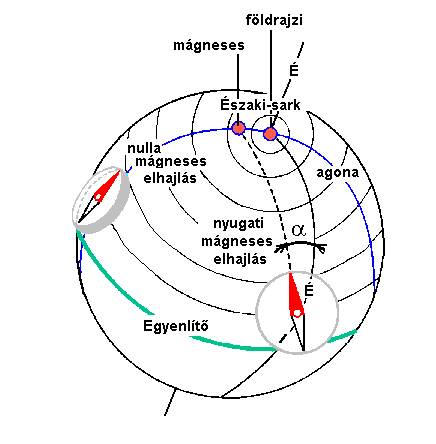
Mágneses elhajlás

A mágneses elhajlás vagy más néven mágneses deklináció a mágneses és a földrajzi Északi-sark közötti szögbeli eltérés fokokban kifejezve. Az azonos mágneses elhajlású helyeket összekötő képzeletbeli vonal az izogona. Azt a földgömbön elhelyezett képzeletbeli vonalat, ami a nulla mágneses elhajlás pontjait köti össze, agonának nevezik. A valóságban ez a különleges vonal egy kettős délkör, mert egyrészt érinti a mágneses pólust, másrészt a földrajzi póluson is áthalad. Az agonán elhelyezett iránytű tűje egyidejűleg mutatja a földrajzi és a mágneses pólust. Az agona a földgömböt két félre osztja fel. Az egyik féltekén az iránytű nyugat felé mutat (nyugati mágneses elhajlás), a másik felén viszont kelet felé hajlik el. A mágneses pólussal együtt az agona lassan kelet felől nyugati irányba vándorol.

## A deklináció hatása a navigációra
A mágneses elhajlás figyelembevétele elsősorban a légi közlekedésnél, illetve a tengeri hajózásnál fontos. Azon pontokat, amelyekre az iránytű mutat, földi mágneses pólusoknak nevezzük. Ezek a pontok a tényleges földrajzi sarkpontoktól a mágneses deklináció – azaz a mágneses elhajlás – értékével térnek el. A mágneses pólusok szünet nélküli lassú vándorlásban vannak. (A vándorlás feltételezett okára több, egymástól eltérő geofizikai magyarázat is létezik.) A navigációs térképek pontosságát az évről évre változó adatokkal szükséges korrigálni, ezért az ilyen térképeken mindig feltüntetik a készítés dátumát és az akkor mért deklinációs szöget is. Ez inkább a hosszabb útvonalak esetében számottevő, országon belüli navigáció során nem szokás pontosan számolni vele.